# Eleições europeias de 2019 em Faro

## Resultados Oficiais
| Partido                 | Partido                        | Votos  | %               | +/-  |
| ----------------------- | ------------------------------ | ------ | --------------- | ---- |
|                         | Partido Socialista             | 5 693  | 31,84 / 100,00  | 2,43 |
|                         | Partido Social Democrata       | 3 030  | 16,95 / 100,00  | -    |
|                         | Bloco de Esquerda              | 2 510  | 14,04 / 100,00  | 6,78 |
|                         | Coligação Democrática Unitária | 1 345  | 7,52 / 100,00   | 7,64 |
|                         | Pessoas–Animais–Natureza       | 1 219  | 6,82 / 100,00   | 3,99 |
|                         | CDS – Partido Popular          | 938    | 5,25 / 100,00   | -    |
|                         | LIVRE                          | 392    | 2,19 / 100,00   | 0,64 |
|                         | Aliança                        | 378    | 2,11 / 100,00   | Novo |
|                         | Nós, Cidadãos!                 | 348    | 1,95 / 100,00   | Novo |
|                         | Basta!                         | 339    | 1,90 / 100,00   | 1,08 |
|                         | Outros (com menos de 1,00%)    | 601    | 3,35 / 100,00   |      |
| Votos Inválidos         | Votos Inválidos                | 1 088  | 6,09 / 100,00   | 1,09 |
| Total                   | Total                          | 17 881 | 100,00 / 100,00 |      |
| Eleitorado/Participação | Eleitorado/Participação        | 56 695 | 31,54 / 100,00  | 0,80 |

## Resultados por Freguesia
Os resultados seguintes referem-se aos partidos que obtiveram mais de 1,00% dos votos:
| Freguesia             | %     | %     | %     | %     | %    | %    | %    | %    | %    | %    | Votantes |
| Freguesia             | PS    | PSD   | BE    | CDU   | PAN  | CDS  | L    | A    | NC!  | B!   | Votantes |
| --------------------- | ----- | ----- | ----- | ----- | ---- | ---- | ---- | ---- | ---- | ---- | -------- |
| Conceição e Estoi     | 37,97 | 16,41 | 11,48 | 7,20  | 5,25 | 4,33 | 1,46 | 1,73 | 1,35 | 2,17 | 1 846    |
| Faro (Sé e São Pedro) | 31,70 | 16,54 | 14,42 | 7,49  | 6,96 | 5,38 | 2,31 | 2,13 | 2,00 | 1,93 | 12 724   |
| Montenegro            | 27,82 | 19,33 | 15,22 | 4,86  | 8,11 | 5,70 | 2,33 | 2,83 | 2,37 | 1,70 | 2 405    |
| Santa Bárbara de Nexe | 32,01 | 17,33 | 10,71 | 15,67 | 4,64 | 4,08 | 1,66 | 0,77 | 1,32 | 1,32 | 906      |
| Faro                  | 31,84 | 16,95 | 14,04 | 7,52  | 6,82 | 5,25 | 2,19 | 2,11 | 1,95 | 1,90 | 17 881   |

#### Conceição e Estoi
| Partido                 | Partido                                         | Votos | %               | +/-  |
| ----------------------- | ----------------------------------------------- | ----- | --------------- | ---- |
|                         | Partido Socialista                              | 701   | 37,97 / 100,00  | 4,92 |
|                         | Partido Social Democrata                        | 303   | 16,41 / 100,00  | -    |
|                         | Bloco de Esquerda                               | 212   | 11,48 / 100,00  | 5,34 |
|                         | Coligação Democrática Unitária                  | 133   | 7,20 / 100,00   | 5,34 |
|                         | Pessoas–Animais–Natureza                        | 97    | 5,25 / 100,00   | 2,52 |
|                         | CDS – Partido Popular                           | 80    | 4,33 / 100,00   | -    |
|                         | Basta!                                          | 40    | 2,17 / 100,00   | 1,18 |
|                         | Aliança                                         | 32    | 1,73 / 100,00   | Novo |
|                         | LIVRE                                           | 27    | 1,46 / 100,00   | 1,53 |
|                         | Nós, Cidadãos!                                  | 25    | 1,35 / 100,00   | Novo |
|                         | Partido Comunista dos Trabalhadores Portugueses | 20    | 1,08 / 100,00   | 1,86 |
|                         | Outros (com menos de 1,00%)                     | 42    | 2,28 / 100,00   |      |
| Votos Inválidos         | Votos Inválidos                                 | 134   | 7,26 / 100,00   | 0,25 |
| Total                   | Total                                           | 1 846 | 100,00 / 100,00 |      |
| Eleitorado/Participação | Eleitorado/Participação                         | 6 770 | 27,27 / 100,00  | 1,50 |

#### Faro (Sé e São Pedro)
| Partido                 | Partido                        | Votos  | %               | +/-  |
| ----------------------- | ------------------------------ | ------ | --------------- | ---- |
|                         | Partido Socialista             | 4 033  | 31,70 / 100,00  | 1,75 |
|                         | Partido Social Democrata       | 2 105  | 16,54 / 100,00  | -    |
|                         | Bloco de Esquerda              | 1 835  | 14,42 / 100,00  | 6,79 |
|                         | Coligação Democrática Unitária | 953    | 7,49 / 100,00   | 7,63 |
|                         | Pessoas–Animais–Natureza       | 885    | 6,96 / 100,00   | 4,19 |
|                         | CDS – Partido Popular          | 684    | 5,38 / 100,00   | -    |
|                         | LIVRE                          | 294    | 2,31 / 100,00   | 0,40 |
|                         | Aliança                        | 271    | 2,13 / 100,00   | Novo |
|                         | Nós, Cidadãos!                 | 254    | 2,00 / 100,00   | Novo |
|                         | Basta!                         | 246    | 1,93 / 100,00   | 1,10 |
|                         | Outros (com menos de 1,00%)    | 428    | 3,36 / 100,00   |      |
| Votos Inválidos         | Votos Inválidos                | 736    | 5,78 / 100,00   | 1,19 |
| Total                   | Total                          | 12 724 | 100,00 / 100,00 |      |
| Eleitorado/Participação | Eleitorado/Participação        | 39 837 | 31,94 / 100,00  | 1,17 |

#### Montenegro
| Partido                 | Partido                        | Votos | %               | +/-  |
| ----------------------- | ------------------------------ | ----- | --------------- | ---- |
|                         | Partido Socialista             | 669   | 27,82 / 100,00  | 2,91 |
|                         | Partido Social Democrata       | 465   | 19,33 / 100,00  | -    |
|                         | Bloco de Esquerda              | 366   | 15,22 / 100,00  | 8,33 |
|                         | Pessoas–Animais–Natureza       | 195   | 8,11 / 100,00   | 4,05 |
|                         | CDS – Partido Popular          | 137   | 5,70 / 100,00   | -    |
|                         | Coligação Democrática Unitária | 117   | 4,86 / 100,00   | 8,16 |
|                         | Aliança                        | 68    | 2,83 / 100,00   | Novo |
|                         | Nós, Cidadãos!                 | 57    | 2,37 / 100,00   | Novo |
|                         | LIVRE                          | 53    | 2,33 / 100,00   | 1,40 |
|                         | Basta!                         | 41    | 1,70 / 100,00   | 0,90 |
|                         | Iniciativa Liberal             | 28    | 1,16 / 100,00   | Novo |
|                         | Outros (com menos de 1,00%)    | 57    | 2,37 / 100,00   |      |
| Votos Inválidos         | Votos Inválidos                | 149   | 6,20 / 100,00   | 2,48 |
| Total                   | Total                          | 2 405 | 100,00 / 100,00 |      |
| Eleitorado/Participação | Eleitorado/Participação        | 7 025 | 34,23 / 100,00  | 1,98 |

#### Santa Bárbara de Nexe
| Partido                 | Partido                                         | Votos | %               | +/-  |
| ----------------------- | ----------------------------------------------- | ----- | --------------- | ---- |
|                         | Partido Socialista                              | 290   | 32,01 / 100,00  | 6,67 |
|                         | Partido Social Democrata                        | 157   | 17,33 / 100,00  | -    |
|                         | Coligação Democrática Unitária                  | 142   | 15,67 / 100,00  | 9,88 |
|                         | Bloco de Esquerda                               | 97    | 10,71 / 100,00  | 5,21 |
|                         | Pessoas–Animais–Natureza                        | 42    | 4,64 / 100,00   | 3,50 |
|                         | CDS – Partido Popular                           | 37    | 4,08 / 100,00   | -    |
|                         | LIVRE                                           | 15    | 1,66 / 100,00   | 0,42 |
|                         | Partido Comunista dos Trabalhadores Portugueses | 13    | 1,43 / 100,00   | 1,69 |
|                         | Nós, Cidadãos!                                  | 12    | 1,32 / 100,00   | Novo |
|                         | Basta!                                          | 12    | 1,32 / 100,00   | 0,80 |
|                         | Outros (com menos de 1,00%)                     | 20    | 2,20 / 100,00   |      |
| Votos Inválidos         | Votos Inválidos                                 | 69    | 7,62 / 100,00   | 1,70 |
| Total                   | Total                                           | 906   | 100,00 / 100,00 |      |
| Eleitorado/Participação | Eleitorado/Participação                         | 3 063 | 29,58 / 100,00  | 1,78 |